# Facidina polystigma
Facidina polystigma là một loài bướm đêm trong họ Noctuidae.